# Печать зла (фильм, 2011)
«Печать зла» (англ.  Touch of Evil) — короткометражный фильм фотографа Алекс Прагер, снятый для The New York Times Magazine. Картина представляет собой своеобразную «видеогалерею кинозлодейства» с наиболее выдающимися актёрами 2011 года.
Брэд Питт, Руни Мара, Гэри Олдман, Миа Васиковска, Райан Гослинг, Джордж Клуни, Виола Дэвис, Кирстен Данст, Майкл Шэннон, Джессика Честейн, Жан Дюжарден, Гленн Клоуз и Адеперо Одаи примеряют на себя роли самых известных злодеев американского кинематографа.
Каждый образ в предельно сжатой форме отображает какой-то порок или первичный подсознательный страх, присущий человеческой личности.
Премьера картины состоялась 6 декабря 2011 года (ролик был размещён в Интернете)

## В ролях
| Актёр            | Роль                                                                  |
| ---------------- | --------------------------------------------------------------------- |
| Брэд Питт        | безумец (Генри Спенсер «Голова-ластик»)                               |
| Руни Мара        | социопат (Алекс ДэЛардж «Заводной апельсин»)                          |
| Гэри Олдман      | зловещая кукла (Фэтс «Магия»)                                         |
| Миа Васиковска   | разрушительница («Конформист»)                                        |
| Райан Гослинг    | невидимка (Джек Гриффин «Человек-невидимка»)                          |
| Джордж Клуни     | тиран (Уильям Блай «Мятеж на «Баунти»»)                               |
| Виола Дэвис      | мстительная медсестра (Милдред Рэтчет «Пролетая над гнездом кукушки») |
| Кирстен Данст    | роковая соблазнительница (Кора Смит «Почтальон всегда звонит дважды») |
| Майкл Шэннон     | финансовый воротила («Гордон Гекко Уолл-стрит»)                       |
| Джессика Честейн | поджигательница (Кэрри Уайт «Кэрри»)                                  |
| Жан Дюжарден     | бунтарь (Джейк Ламотта «Бешеный бык»)                                 |
| Адеперо Одаи     | преступница (Бонни Райт «Бонни и Клайд»)                              |
| Гленн Клоуз      | женщины вамп (Теда Бара)                                              |

## Съёмочная группа
- Режиссёр: Алекс Прагер[англ.]
- Продюсеры: Арем Дюплессис, Джоэнна Милтер, Кэти Райан[англ.]
- Композиторы: Али Хельнвайн
- Оператор: Росс Ричардсон
- Монтажёр: Джонатан Шварц
- Художник: Каллэн Стоукс